# مددکار اجتماعی آتشین‌مزاج
مددکار اجتماعی آتشین‌مزاج (ایتالیایی: L'assistente sociale tutto pepe) یک کمدی سکسی سبک ایتالیایی به کارگردانی ناندو چیچرو است که در سال ۱۹۸۱ منتشر شد.

## بازیگران
- ایرنه پاپاس
- رنتسو مونتانیانی
- نادیا کاسینی
- یورگو وویجیس
- نینو ترتسو
- فیورنتزو فیورنتینی
- جیجی بالیستا